# Broken Sword: The Shadow of the Templars
Broken Sword: The Shadow of the Templars és una aventura gràfica en tercera persona de tipus point and click desenvolupat per Revolution Software. Es va comercialitzar per a PC el 5 de novembre de 1996 convertint-se en el primer videojoc de la saga Broken Sword i antecessor de Broken Sword II, Broken Sword 3 i Broken Sword 4.

## Informació general
Broken Sword és un joc d'aventures en 2D amb perspectiva en tercera persona que utilitza escenaris tant reals com ficticis d'Europa i Orient Mitjà. El jugador assumeix el paper de George Stobbart, un turista americà a París que es veu embolicat sense voler en l'assassinat d'un home misteriós. El jugador ha d'utilitzar el sistema point and click per controlar al personatge i interactuar amb els objectes i personatges de l'entorn i així aconseguir pistes, informació i resoldre puzzles que sorgeixen al llarg del joc. A mesura que la història avança, sorgeixen noves localitzacions al mapa on el jugador es pot desplaçar per anar d'un lloc a un altre. A diferència d'altres videojocs d'aventura gràfica de l'època, la mort del protagonista és possible depenent de les decisions de diàleg i accions que el jugador prengui en situacions concretes.

## Argument
La història comença amb el protagonista, George Stobbart, en un cafè de París, quan un home disfressat de pallasso entra a la cafeteria on està per robar-li la cartera a un altre home i deixar una bomba al seu lloc. Quan la bomba explota, George es refà de l'accident i quan entra dins de la cafeteria s'adona que l'home que ha sigut víctima del pallasso ha mort.
Als pocs segons apareixen el sergent Moue i l'inspector Rosso, encarregats d'investigar el cas. George és interrogat per l'inspector Rosso i veient que està lliure de culpa el deixa marxar, però el nostre protagonista no es queda tranquil i com veu que el policies no li fan cas, comença a investigar l'assassinat pel seu compte. Prop d'allà es troba amb Nicole Collard, una periodista que s'ha apropat per fotografiar l'escena i saber què ha passat. Comencen a parlar i George decideix ajudar-la a trobar informació sobre l'assassí.
La investigació comença en unes clavegueres, a prop del cafè, on George troba el nas de pallasso i un tros de roba que pertanyia a la jaqueta de l'assassí. Un cop trobades aquestes pistes, torna a trobar-se amb Nicole al seu pis, on descobreixen quina va ser la tenda on l'assassí va comprar la disfressa de pallasso. George parla amb el propietari de la botiga i després de diverses insistències, aquest li diu que l'home que va comprar la disfressa de pallasso es diu Khan i s'allotja a l'hotel Ubu.
George decideix anar a l'hotel. Allà aconsegueix colar-se a l'habitació de Khan, on troba una identificació falsa de l'assassí, un mocador amb restes de maquillatge i una caixa de llumins. Una vegada que surt de l'habitació de l'assassí, amb ajuda d'una hoste aconsegueix que el recepcionista de l'hotel li doni el contingut de la caixa forta de Khan, on hi havia guardat un manuscrit.
Terminada la investigació, torna amb Nicole i decideixen analitzar el manuscrit aconseguit de la caixa forta i veuen que aquest està relacionat amb l'Orde del Temple. Al manuscrit s'hi representen diversos elements relacionats amb els templers (un trípode amb una gemma, un mirall, una esfera de cristall que reflecteix tres rostres i un teler), els quals ni George ni Nicole saben quina relació tenen amb l'assassinat de l'home de la cafeteria, però Nicole comenta a George que un amic seu que treballa en un museu, André Loubineau, els pot ajudar a resoldre les incògnites del manuscrit.
George es dirigeix al museu on treballa l'André, però no té sort i no el troba. Tot i així decideix investigar en el museu i veu que el trípode que es troba exposat és el mateix que surt al manuscrit. George llegeix la informació del trípode i veu que la procedència de l'objecte és d'Irlanda. Un cop descobert això, George decideix anar a Lochmarne, el poble irlandès on va ser descobert el trípode, per aconseguir més informació sobre el cas.
Un cop Lochmarne, obté una gemma idèntica a la que apareix en el manuscrit, que va ser descoberta en una excavació duta a terme per un home anomenat Peagram. Descobreix el nom d'un altre home embolicat en el cas de Khan, anomenat Marquet i troba l'entrada a una capella templaria sota les ruïnes d'un castell on hi ha un mural amb la paraula “Montfauçon” escrita a sobre.
De tornada a París, George s'assabenta que l'home anomenat Marquet està ingressat a un hospital, així que decideix anar a fer-li una visita per veure si aconsegueix més informació. Un cop a l'hospital, Marquet, que ho confon amb un dels seus homes, li explica que la gemma que va trobar a Lochmarne funciona amb el trípode que hi ha al museu i que per això ha manat a dos homes que el robin aquella mateixa nit.
George informa a Nicole i decideixen evitar el robatori per aconseguir ells el trípode. Un cop amb el trípode, en George aconsegueix parlar amb André sobre el manuscrit i aquest li proporciona diversa informació: Montfauçon és una localització de París i el manuscrit parla sobre una família espanyola anomenada De Vasconcellos que antigament tenia relació amb els templaris.
Amb tota aquesta informació, George ha d'investigar més coses. Primer es dirigeix a Espanya per aconseguir informació de la família De Vasconcellos. A la vila de la família coneix a “la Comtessa”, l'única supervivent de la família templera, que li porta al seu mausoleu. Allà descobreix que hi ha amagat un calze de la família Vasconcellos, el qual la Comtessa li deixa a George amb la condició que li ajudi a trobar la tomba perduda de Carlos, el sisè Cavaller de Vasconcellos.
El següent punt són les clavegueres de “Montfauçon”, on George descobreix una reunió secreta d'un grup de neotemplaris, l'objectiu dels quals és aconseguir el que anomenen l'espasa de Baphomet, una lent que es troba a Síria. Un cop que els neotemplaris se'n van, George descobreix que hi ha un lloc per posar el trípode i la gemma que té al seu poder. Cinc rajos travessen la gemma i formen la paraula “Marib” en una superfície on hi havia gravat l'abecedari.
George descobreix que casualment “Marib” és a Síria, així que decideix viatjar allà per investigar. Allà descobreix que Khan és a “Marib” amb la intenció d'aconseguir la lent que van anomenar els templers. George aconsegueix arribar a una cova on hi ha la lent en disputa i descobreix una inscripció en llatí que descriu el Regne Unit i una estàtua amb tres rostres que representa a Baphomet. Quan intenta sortir de la cova es topa amb Khan i tenen una disputa. Aconsegueix escapar amb èxit i torna a París.
Aquesta vegada es dirigeix a la capella de Montfauçon, on es troba amb un sacerdot que amb la seva ajuda descobreix la tomba de Carlos, el cavaller de Vasconcellos. Més tard, l'André l'indica que en una excavació s'ha trobat una estàtua similar a la de Baphomet. George es dirigeix allà i un cop que aconsegueix entrar en l'excavació troba una figura similar a la de Baphomet amb un mosaic. George posa el calze de la Comtessa al mosaic i descobreix que en aquest es veu una església que ell reconeix, ja que és similar a la de la vila de Vasconcellos.
George decideix tornar a la vila de Vasconcellos i tot apunta que en el pou que hi ha a prop de la vila hi ha amagat un secret. Un cop aconsegueix entrar al pou troba una última pista que el dirigeix a Bannockbur, una ciutat escocesa on va haver-hi l'última batalla dels templaris.
Ell i Nicole decideixen viatjar a Bannockbur. Al tren, de camí a la ciutat, la Nicole i una dona que viatjava al mateix vagó desapareixen, en George les busca i finalment troba a Nicole i la dona, que era en Khan disfressat, al vagó del conductor. Khan és assassinat per un home que surt d'imprevist i George i Nicole aconsegueixen fugir fins a arribar al lloc on es troben tots els neotemplers. Allà el gran mestre dels templaris intenta assassinar-los, però finalment aconsegueixen escapar amb ajuda d'uns explosius, fent que els templaris morin en l'explosió i els dos protagonistes surtin victoriosos.

## Personatges
George StobbartPersonatge principal de la saga Broken Sword. Decideix resoldre el misteri dels templaris quan es veu involucrat en un incident d'una cafeteria de París. És un home americà, amb cabell ros i ulls blaus. És advocat i té un caràcter sarcàstic i burlesc.
Nicole CollardJove periodista parisenca. Treballa en el diari “La Liberté”. Coneix a George en la cafeteria on és assassinat un neotemplari i s'uneix a ell per investigar el cas.
KhanEnemic dels neotemplaris. Es disfressa de pallasso per assassinar Plantard, un dels neotemplaris que portava un manuscrit en el seu maletí. Al llarg de la història va canviant de nom per passar desapercebut i utilitza diferents disfresses per cometre els seus assassinats.
André LobineauAmic de Nicole. És estudiant d'història i li agrada visitar el museu Crune, on es troba un dels elements importants dels neotemplaris.
Comtessa de VasconcellosÉs l'última descendent d'una família de templaris, la família de Vasconcellos. Ajuda a George a resoldre l'enigma dels templaris donant-li un misteriós calze.
PeagramFamós arqueòleg que treballa en les excavacions d'un castell d'Escòcia per trobar una gemma templaria que revela el lloc on es troba una de les pistes que porten a l'espasa de Baphomet. Desapareix poc després de donar-li la gemma a un dels seus ajudants, en Marquet. Sembla que va ser assassinat per Khan.
Inspector RossoInspector de policia. Utilitza mètodes psíquics per resoldre els casos. A l'inici intenta descobrir qui va posar la bomba al cafè, però finalment deixa el cas. Al final es descobreix que és un neotempler i salva a en George de ser assassinat per un d'aquests. Acaba morint a mans del Gran Mestre. Les seves intencions reals són desconegudes.
Gran MestreEl líder dels neotemplers. El seu objectiu és aconseguir l'espasa trencada per dominar el món. Finalment aconsegueix el poder de l'espasa i intenta posar a en George de la seva part.

## Recepció
Broken Sword va ser aclamat pels crítics, que van elogiar la història, la direcció d'art, la música, el doblatge y els diàlegs. Va ser un èxit comercial que va vendre un milió de còpies i va guanyar el premi a “millor Quest” de la revista Misión. Generation 4 li va atorgar “Millor Aventura 1997” i la BBC li va donar el premi a “Millor Joc de PC de 1996”.

## Broken Sword: El muntatge de l'editor
En març de 2009, Unisoft va llençar Broken Sword: The director cut, un remake de Broken Sword, per a les plataformes de Wii, Nintendo DS, iPhone i iPod touch, amb addicions a la trama i amb l'oportunitat de controlar a la Nicole Collard en una subtrama incorporada exclusivament en aquesta edició. Tot el joc va ser modificat per aprofitar els moviments de la Wii i el sistema tàctil de la DS i l'iPhone. També es va incorporar un sistema d'ajuda per resoldre els puzzles.